# حمام فضوة عرب
حمّام الفضوة من حمامات بغداد العامة القديمة ويقع في فضوة عرب في الجانب الشرقي من بغداد في محلة باب الشيخ.